# Rudolf Cronstedt
Rudolf Cronstedt, född 6 december 1826, död 19 november 1903 i Hedvig Eleonora församling, Stockholm, var en svensk greve, ingenjör och ämbetsman.

## Biografi
Cronstedt var son till Claes August Cronstedt och dennes hustru Margareta Charlotta Cederström. Cronstedt blev 1844 student vid Uppsala universitet och utexaminerades 1850 som civilingenjör från Högre artilleriläroverket på Marieberg. Han tjänstgjorde 1845-52 som elev och ingenjör vid bland annat Strömsholms kanalbyggnad och vid förarbeten för Hjälmarens och Kvismaresjöarnas sänkning, blev 1852 löjtnant i Väg- och vattenbyggnadskåren och adjutant i östra väg- och vattenbyggnadsdistriktet, 1858 kapten, 1863 major, 1876 överstelöjtnant, 1883 byråchef för järnvägsärenden i Väg- och vattenbyggnadsstyrelsen, 1887 överste och chef för Väg- och vattenbyggnadskåren samt överdirektör och chef för Väg- och vattenbyggnadsstyrelsen. Vid Statens Järnvägar blev han 1854 stationsingenjör, 1860 distriktsingenjör, 1863 byråchef i Järnvägstrafikstyrelsen samt 1887 generaldirektör och chef i Kungliga Järnvägsstyrelsen, under vilken trafik- och byggnadsärenden då förenades. Som chef för Kungliga Järnvägsstyrelsen kvarstod han till 1897. Under denna tid byggdes Stambanan genom övre Norrland från Långsele till Boden, med bibanorna till Örnsköldsvik och Umeå, varjämte byggandet av stambanan genom Bohuslän samt banorna Gällivare-Ofoten och Boden-Morjärv beslutades. Vidare infördes nya taxor för person- och godsbefordran samt nytt reglemente för personalens avlöning. Trafiksäkerheten ökades genom moderna växel- och signalanordningar på stationerna, tyngre räls började inläggas, och personboggivagnar infördes.
Från trycket utgav han Beskrifning öfver stambanan genom Norrland (1882), var 1885 ledamot av kommittén för stambanans utsträckning genom övre Norrland och studerade därvid på uppdrag järnvägsbyggnaderna i norra Finland samt avgav 1889 på uppdrag förslag till yrkesinspektörer och inspektörsområden. Ledamot av Vetenskapsakademien 1887 (preses 1894-95), ledamot av Lantbruksakademien 1888, ordförande i styrelsen för Kungliga Tekniska högskolan 1888-1902. Cronstedt var 1865 en av stiftarna av Ingenjörföreningen, som sedermera uppgick i Svenska Teknologföreningen.